# Garry Sakata Moke Tawab
 (août 2025).
Garry Sakata Moke Tawab, né à Mulir le 14 mars 1970, est un professeur d'université,   avocat et homme politique de la République Démocratique du Congo. Il est élu de la circonscription de Bagata dans la province de Kwilu,,,.

## Biographie

### Études et profession
Garry Sakata Moke Tawab a étudié le droit à l’Université de Kinshasa avant de poursuivre des études doctorales à l’Université catholique de Louvain. Sa thèse, intitulée « La gouvernance en matière de ressources naturelles : de la centralisation vers un système décentralisé et participatif – Le cas des ressources forestières en République démocratique du Congo », dirigée par Francis Haumont, a été soutenue en 2009 à l’UCLouvain.
Ce dernier, est un avocat, professeur de droit et homme politique congolais. Il est titulaire d’un doctorat en sciences juridiques de l’Université catholique de Louvain (Belgique), soutenu en 2009. Spécialisé en droit de l’environnement et en droit des ressources naturelles, il est professeur ordinaire de droit économique et social à la Faculté de droit de l’Université de Kinshasa. Par ailleurs, il enseigne dans plusieurs universités congolaises (notamment l’Université catholique du Congo, l’Université protestante du Congo, l’Université libre de Kinshasa et l’Université de Bandundu, où il a exercé comme doyen de la Faculté de droit).
Parallèlement à son métier d’universitaire, c'est avocat inscrit au barreau de Kinshasa-Gombe depuis 1997. En 2011, il a remporté le prestigieux concours de plaidoiries du barreau de Caen (France), prix du Barreau de Caen, pour une plaidoirie dénonçant les viols massifs en RDC,. Il est également inscrit sur la liste des avocats près de la cour pénale internationale. 

### Activités politiques
Élu député national en 2019, Garry Sakata Moke Tawab représente la circonscription de Bagata (province du Kwilu) à l’Assemblée nationale de la RDC. Il siège sous la bannière politique de l’Alliance Nationale pour le Bâtiment (ANB) et dans le groupe parlementaire « Bâtissons le Congo ». Son premier mandat (2019–2023) étant achevé, il a été réélu pour la législature suivante (2024–2028). À l’Assemblée nationale, il a déposé plusieurs propositions de loi visant notamment à moderniser le droit congolais. Par exemple, en avril 2025 il a soumis une proposition visant à supprimer la « servitude pénale » et les travaux forcés du Code pénal,. Il est aussi à l’origine de projets de loi relatifs au système pénitentiaire adopté en 2022 ,, à la création d’un ordre national des géologues adopté en 2023 ,et à la lutte contre le tribalisme. 
En complément de son mandat national, Garry Sakata Moke Tawab est également membre du Parlement panafricain, où il représente la République démocratique du Congo. Il préside la Commission permanente sur l’économie rurale, l’agriculture, les ressources naturelles et l’environnement, et participe activement aux débats sur la gouvernance des ressources naturelles et la résilience climatique du continent. Dans ce cadre, il a représenté le Parlement panafricain lors de la COP29, contribuant aux discussions internationales sur la justice climatique et la protection de l’environnement en Afrique.

### Publications
Il est l'auteur de plusieurs ouvrages juridiques majeurs en droit congolais. En 2010, il publie "Code forestier congolais et ses mesures d’application : commentaire pratique",  aux éditions Academia. Cet ouvrage offre une analyse approfondie du Code forestier congolais, accompagné de commentaires et d'annexes facilitant la compréhension du texte fondateur et de ses décrets d'application,.
En 2012, il publie "Droit commercial congolais" aux Presses universitaires de Kinshasa. Cet ouvrage  aborde des thématiques telles que la jurisprudence, les commerçants, les actes de commerce, le registre de commerce, la capacité, le fonds de commerce, la concurrence déloyale et la faillite, offrant ainsi une vue d'ensemble du droit commercial en République Démocratique du Congo,.
En 2019, il publie "Société anonyme : droit de l'OHADA et droit complémentaire congolais", également aux Presses universitaires de Kinshasa. Cet ouvrage examine les régimes juridiques applicables aux sociétés anonymes, en mettant en lumière les normes de l'Organisation pour l'Harmonisation en Afrique du Droit des Affaires (OHADA) et leur articulation avec le droit congolais.
En 2022, il publie "Code minier expliqué" aux éditions Academia. Cet ouvrage  analyse de manière systématique et croisée le Code minier congolais et son règlement d'application, offrant des outils institutionnels, juridiques, fiscaux et sociaux pour une gestion durable des ressources minières en République Démocratique du Congo.